# Martin Duda
Martin Duda (* 26. srpna 1981 Mikulov) je český filmový režisér, výtvarník, scenárista, animátor a trikový specialista.

## Život
Vystudoval FAMU, katedra animované tvorby. Zabývá se filmovou, animovanou a reklamní tvorbou.
Jeho bakalářský film The Contact se dostal do nejužšího výběru sekce Cinefondation na festivalu v Cannes, vyhrál 1. místo mezinárodní soutěže Future:Imprint v Tchaj-peji na Taiwanu, hlavní cenu mezinárodního festivalu Kinoproba v Jekatěrinburgu a další. Jeho absolventský sci-fi film I am Bigger and Better byl nominován v roce 2008 na Studentského Oscara v USA, byl přítomen v oficiální selekci Karlovarského filmového festivalu a další.
Od roku 2013 se aktivně věnuje svému animovanému projektu Velká dobrodružství Rosy a Dary, vznikající ve společnosti Bionaut. V roce 2015 byl do kin uveden pilotní film Velké prázdninové dobrodružství Rosy a Dary, který přivezl Speciální cenu poroty z Seoul International Cartoon&Animation festival, Jižní Korea. Vzniklo několik kratších edukačních webizod a od roku 2018 vzniká nový celovečerní animovaný film Rosa&Dara a jejich velké letní dobrodružství.
Od roku 2015 je členem české Asociace animovaného filmu ASAF. V roce 2016 zastával roli porotce mezinárodní soutěže na Seoul ICAF, Jižní Korea. Během své reklamní tvorby vytvořil prozatím spoty např. pro společnosti Unilever, Nestlé, REWE Group, PETA, Ahold, Erste, Heineken a další.

## Tvorba

### Filmová režie
- 2002 – Transformation of Commandment (krátký film)
- 2003 – The Contact (krátký film)
- 2004 – V.R. (krátký film)
- 2007 – I am Bigger and Better (krátký film)
- 2014 – Rosa&Dara: How does Christ Child looks like? (krátký film)
- 2014 – Rosa&Dara: What do people eat on Christmas? (krátký film)
- 2015 – Rosa&Dara and their Great Holiday Adventure
- 2015 – Rosa&Dara: How big are the Stars (krátký film)
- 2015 – Rosa&Dara: What is the gravity? (krátký film)
- 2015 – Rosa&Dara: Why does it rain? (krátký film)
- 2018 – Laiko and his dreamy adventures (krátký film)
- 2018 – Eternal tomorrow (krátký film)
- 2022 – Rosa&Dara and Their Great Summer adventure (v produkci)

### Scénář
- 2002 – Transformation of Commandment (krátký film)
- 2003 – The Contact (krátký film)
- 2004 – V.R. (krátký film)

### Výtvarník, ilustrátor
- 2002 – Transformation of Commandment (krátký film)
- 2003 – The Contact (krátký film)
- 2004 – V.R. (krátký film)
- 2007 – I am Bigger and Better (krátký film)
- 2013 – now – Rosa&Dara

### Námět
- 2007 – I am Bigger and Better
- 2013 – Rosa&Dara world concept

### Knižní ilustrace
- 2015 – Rosa&Dara : Sešit aktivit

### Hudební videoklipy
- 2003 – ZKA4T : Polytea
- 2004 – Tatabojs : Nový nanopilot
- 2005 – Ecson Waldes : Sophia

### CG Generalist, Compositor, Animator
- 2001 – 2005 Eallin
- 2007 – 2013 VFX label
- 2014 – 2020 Kredenc studio
- 2021 – now Freelance